# Cantone di Fleury-sur-Andelle
Il Cantone di Fleury-sur-Andelle era una divisione amministrativa dell'arrondissement di Les Andelys.
A seguito della riforma approvata con decreto del 25 febbraio 2014, che ha avuto attuazione dopo le elezioni dipartimentali del 2015, è stato soppresso.

## Composizione
Comprendeva i comuni di
- Amfreville-les-Champs
- Amfreville-sous-les-Monts
- Bacqueville
- Bourg-Beaudouin
- Charleval
- Douville-sur-Andelle
- Écouis
- Fleury-sur-Andelle
- Flipou
- Gaillardbois-Cressenville
- Grainville
- Houville-en-Vexin
- Letteguives
- Ménesqueville
- Mesnil-Verclives
- Perriers-sur-Andelle
- Perruel
- Pont-Saint-Pierre
- Radepont
- Renneville
- Romilly-sur-Andelle
- Vandrimare